# Ancienne prison de la police spéciale à Niš
L'ancienne prison de la police spéciale à Niš (en serbe cyrillique : Зграда бившег затвора специјалне полиције у Нишу ; en serbe latin : Zgrada bivšeg zatvora specijalne policije u Nišu) se trouve à Niš, dans la municipalité de Medijana et dans le district de Nišava, en Serbie. Elle est inscrite sur la liste des monuments culturels protégés de la république de Serbie (identifiant no SK 1009),.

## Présentation
Le bâtiment, situé 13 rue Kneginje Ljubice, a été construit en 1900 pour marchand juif Danilo Mevorah. La prison de la police spéciale de Niš a été créée pendant l'occupation allemande de la ville au cours de la Seconde Guerre mondiale. En 1942, les Allemands ont abattu tous les membres de la famille Mevorah, soit 15 personnes, dix dans des camps allemands et cinq à Bubanj près de Niš ; après l'avoir vidée de ses occupants, les Allemands ont donné la maison au Département spécial de la police de Belgrade qui l'a restructurée, les pièces du rez-de-chaussée devenant des bureaux et le sous-sol une prison. Cette maison d'arrêt a fonctionné dans ces locaux de 1942 à 1944. Au sous-sol du bâtiment, des sympathisants de la Ligue de la jeunesse communiste de Yougoslavie (SKOJ) et de la Lutte de libération nationale (NOR) ont été torturés et interrogés ; la plupart des prisonniers qui y ont été enfermés s'étaient échappés du camp de concentration de Crveni krst en 1942 ou avaient été arrêtés au temps de la persécution de Milan Aćimović contre les communistes.
La maison a été construite dans un style académique avec des pilastres accentués sur la façade principale et des tympans triangulaires ou surbaissés au-dessus des fenêtres ; des médaillons circulaires et carrés avec des motifs floraux et géométriques ornent l'entablement en-dessous de la corniche du toit.